# Ellicottville (New York)
Ne doit pas être confondu avec Ellicottville (village, New York).
Ellicottville est une ville située dans le comté de Cattaraugus, dans l'État de New York, aux États-Unis,. En 2020, elle comptait une population de 1 317 habitants, estimée au 1er juillet 2021 à 1 311 habitants. Siège du comté de Cattaraugus, de 1808 à 1868, la ville est incorporée en 1837.

## Démographie
Lors du recensement de 2020, la ville comptait une population de 1 317 habitants. Elle est estimée, en 2021, à 1 311 habitants.